# Lactocollybia graminicola
Lactocollybia graminicola är en svampart som beskrevs av Singer 1989. Lactocollybia graminicola ingår i släktet Lactocollybia och familjen Marasmiaceae.   Inga underarter finns listade i Catalogue of Life.